# Franz Weißermel
Franz Richard Otto Weißermel (* 16. April 1862 in Groß Kruschin, Kreis Strasburg in Westpreußen; † 9. April 1940 in Berlin-Charlottenburg) war ein deutscher Verwaltungsjurist und Abgeordneter in Westpreußen. 

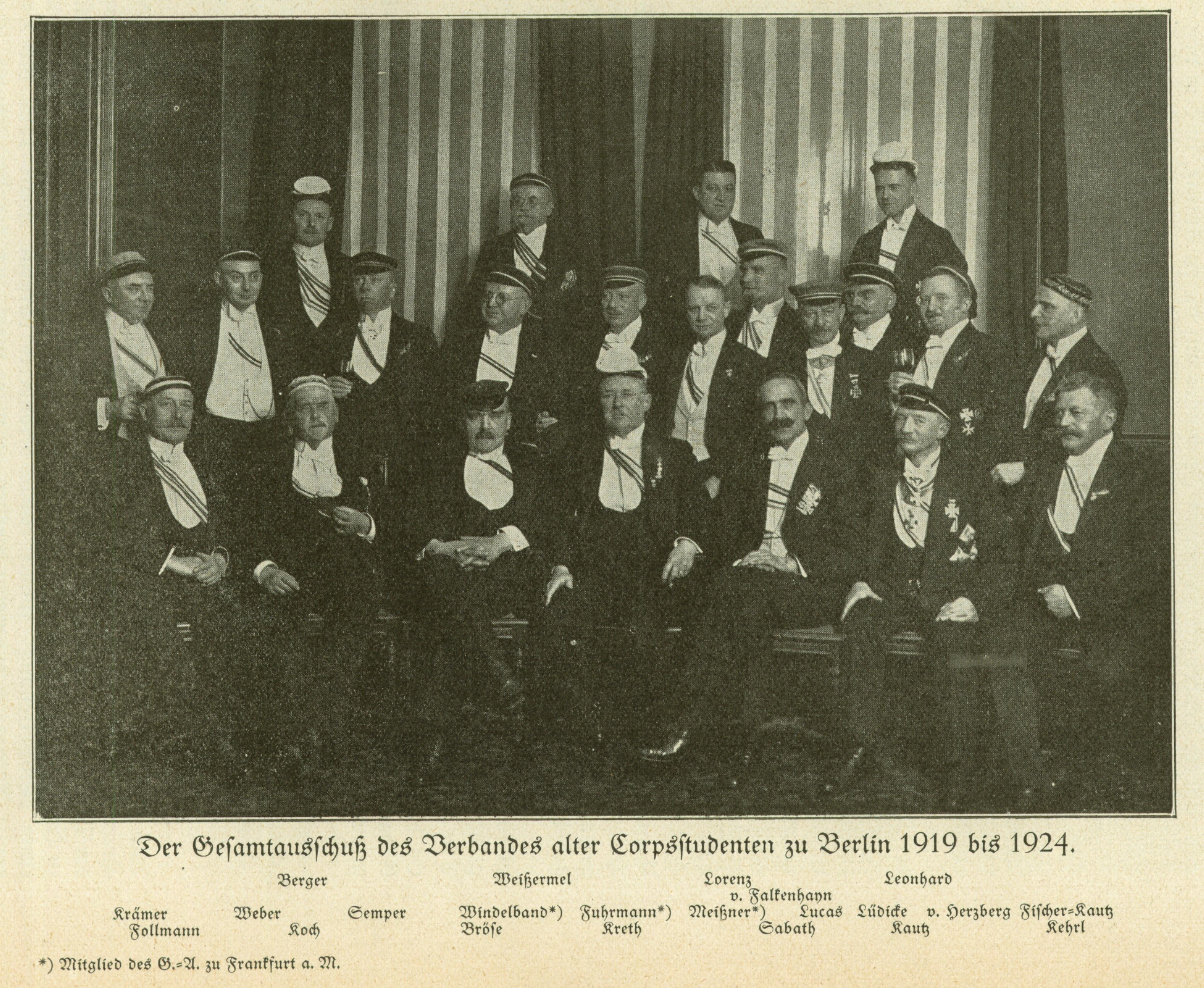
Weißermel im GA Berlin

## Leben
Weißermel studierte Rechtswissenschaft an der Ruprecht-Karls-Universität Heidelberg, der Universität Jena, der Kaiser-Wilhelms-Universität Straßburg und der  Friedrich-Wilhelms-Universität zu Berlin. Seit 1882 war er Mitglied der Corps Guestphalia Jena und Palatia Straßburg.
1894 wurde er Spezialkommissar in  Konitz. Er war seit 1901 Regierungsrat und wurde 1908 in das Preußische Abgeordnetenhaus gewählt. Für die Deutschkonservative Partei vertrat er bis 1918 den Wahlkreis Marienwerder 7 (Konitz, Trachel, Schlochau) in der XXI. und XXII. Wahlperiode. Ab 1919 gehörte er für die Deutschnationale Volkspartei der Preußischen Landesversammlung und anschließend bis 1932 dem Preußischen Landtag an. 
Nach 1920 engagierte er sich im Reichslandbund. In der Preußischen Armee war er Major der Reserve. Von 1919 bis 1924 saß er im Gesamtausschuss des VAC. Als Mitglied der Wassersportlichen Vereinigung alter Corpsstudenten setzte er sich für die Rekonstitution des Corps Frankonia Prag in der Hauptstadt der Tschechoslowakei ein.

## Ehrenämter
- Vorsitzender des Konservativen Kreisvereins in Konitz[1]
- Vorsitzender des Kriegervereins in Konitz[1]
- Aufsichtsratsvorsitzender des Beamten-Wohnungsbauvereins[1]
- Aufsichtsratsvorsitzender der Kleinsiedlungsgenossenschaft[1]

## Ehrungen
- Charakter als Geh. Regierungsrat (1915)[1]
- Ehrenmitglied des Corps Guestphalia Jena[4]
- Bandverleihung des Corps Frankonia Prag (1930)[4]